# فؤاد مرودجه
فؤاد مرودجه (انگلیسی: Fouad M'Roudjaé؛ زادهٔ ۲۴ ژوئن ۱۹۹۴) بازیکن فوتبال اهل فرانسه است.
از باشگاه‌هایی که در آن بازی کرده‌است می‌توان به باشگاه فوتبال المپیک مارسی اشاره کرد.
وی همچنین در تیم ملی فوتبال اتحاد قمر بازی کرده‌است.